# قائمة أكبر حالات انقطاع التيار الكهربائي في القرن الحادي والعشرين
هذه قائمة بأكبر حالات انقطاع التيار الكهربائي واسعة النطاق البارزة في دول العالم في القرن الحادي والعشرين.

| معايير إضافة حدث جديد للقائمة |
| --- |
| - لإضافة حالة جديدة لانقطاع التيار الكهربائي ، يجب أن تتوافر كل المعايير التالية: - ألا يكون الانقطاع مُخطط له من مزود الخدمة. - يجب أن يؤثر الانقطاع على ما لا يقل عن 1000 شخص. - يجب أن يستمر الانقطاع لمدة ساعة على الأقل. - يجب أن يكون أدى إلى ما لا يقل عن مليون ساعة عمل من الاضطراب. على سبيل المثال: - يُدرج حالة تأثر 1000 شخص لمدة 1000 ساعة (42 يومًا) أو أكثر؛ ولن يُدرج تأثر أقل من 1000 شخص، بغض النظر عن المدة. - يُدرج تأثر مليون شخص لمدة ساعة على الأقل؛ إذا كانت المدة أقل من ساعة، فلن يُدرج، بغض النظر عن عدد الأشخاص. - يُدرج تأثر 10000 شخص لمدة 100 ساعة، أو 100000 لمدة 10 ساعات. |

## الأكبر
| المقال (إن وجد)                     | المتأثرون (بالمليون) | الموقع                           | التاريخ               | مصدر                        |
| ----------------------------------- | -------------------- | -------------------------------- | --------------------- | --------------------------- |
| الهند 2012                          | 620                  | India                            | 30 -31 يوليو 2012     | [ 1 ] [ 2 ] [ 3 ]           |
| باكستان 2023 ‏                       | 244 (99% من السكان)  | Pakistan                         | 23 يناير 2023         | [ 4 ]                       |
| الهند 2001                          | 230                  | India                            | 2 يناير 2001          | [ 5 ]                       |
| بنجلاديش 2022 ‏                      | 140 (80% من السكان)  | Bangladesh                       | October 4, 2022       | [ 6 ]                       |
| باكستان 2021 ‏                       | 200 (90% من السكان)  | Pakistan                         | 9 يناير 2021          | [ 7 ]                       |
| بنجلاديش 2014 ‏                      | 150 (85% من السكان)  | Bangladesh                       | 1 نوفمبر 2014         | [ 8 ]                       |
| باكستان 2015 ‏                       | 140                  | Pakistan                         | 26 يناير 2015         | [ 9 ]                       |
| جاوة 2019 ‏                          | 120                  | Indonesia                        | 4-5 أغسطس 2019        | [ 10 ] [ 11 ] [ 12 ] [ 13 ] |
| جاوة وبالي 2005 ‏                    | 100                  | Indonesia                        | 18 أغسطس 2005         | [ 14 ]                      |
| تركيا 2015                          | 70                   | Turkey                           | 31 مارس 2015          | [ 15 ]                      |
| البرازيل وباراغواي 2009 ‏            | 60                   | Brazil، باراغواي                 | 10-20 نوفمبر 2009     | [ 16 ]                      |
| إيطاليا 2003                        | 56                   | Italy، Switzerland               | 28 سبتمبر 2003        | [ 17 ]                      |
| شمال شرق أمريكا الشمالية 2003 ‏      | 55                   | Canada، United States            | 14-16 أغسطس 2003      | [ 18 ]                      |
| شبه الجزيرة الإيبيرية 2025          | 55                   | Spain، Portugal، France، Andorra | 28-30 أبريل 2025      | [ 19 ] [ 20 ] [ 21 ]        |
| الأرجنتين وباراغواي وأوروغواي 2019 ‏ | 48                   | Argentina، باراغواي، الأوروغواي  | 16 يونيو 2019         | [ 22 ]                      |
| لوزان 2002                          | 40                   | Philippines                      | 21 مايو 2002          | [ 23 ]                      |
| لوزان 2001                          | 35                   | Philippines                      | 7 أبريل 2001          | [ 24 ]                      |
| فنزويلا 2019                        | 30                   | فنزويلا                          | 7 مارس، 23 يوليو 2019 | [ 25 ] [ 26 ] [ 27 ] [ 28 ] |
| سريلانكا 2020 ‏                      | 21                   | Sri Lanka                        | 17 أغسطس 2020         | [ 29 ]                      |
| سريلانكا 2016                       | 21                   | Sri Lanka                        | 13 مارس 2016          | [ 30 ]                      |
| تشيلي 2025 ‏                         | 18                   | Chile                            | 25-26 فبراير 2025     | [ 31 ]                      |

## الأطول
تُستخدم هنا صيغة ضرب عدد الساعات في عدد السكان المتأثرين، ولا تعكس الوقت الحقيقي بالساعات التي استمرت فيها الانقطاعات.
| المقال                                      | الأشخاص المتضررون (بالملايين) | الموقع      | الطول (بالساعات العميل) | مراجع  |
| ------------------------------------------- | ----------------------------- | ----------- | ----------------------- | ------ |
| انقطاع التيار الكهربائي في الفلبين عام 2013 | 6.7                           | Philippines | 6.3 مليار ساعة          | [ 32 ] |
| انقطاعات الكهرباء في بورتوريكو عام 2017     | 1.5                           | Puerto Rico | 3.4 مليار ساعة          | [ 32 ] |
| انقطاعات الكهرباء في فنزويلا عام 2019       | 30                            | فنزويلا     | >3.3 مليار ساعة         | [ 33 ] |

## التسلسل الزمني

### عقد 2000

#### 2000
- 9 مايو - البرتغال - حدث انقطاع كبير للتيار الكهربائي عن النصف الجنوبي من البلاد بالكامل، بما في ذلك لشبونة، لعدة ساعات. حدث انقطاع التيار الكهربائي بعد الساعة 10 م بالتوقيت المحلي. أدى انقطاع التيار الكهربائي المفاجئ (apagão) (والذي يعني "انقطاع التيار الكهربائي الكبير") إلى إغراق مدينة لشبونة في ظلام دامس. تسببت تعطلات القطارات وتعطل إشارات المرور في إحداث بعض الفوضى في الشوارع. وجرى تعزيز الإجراءات الأمنية على الفور في المدينة، لكن لم تُسجل أي ارتفاعات في الأنشطة الإجرامية. أفادت شركة طاقة البرتغال، المشغل الرئيس للكهرباء، في وقت لاحق أن انقطاع التيار الكهربائي كان بسبب صعق كهربائي عندما هبط أحد طيور اللقلق "في المكان الخطأ في الوقت الخطأ".[34]
- الولايات المتحدة - خلال أزمة الكهرباء التي استمرت 12 شهرًا في كاليفورنيا في الفترة 2000-2001، كانت هناك انقطاعات منتظمة للتيار الكهربائي بسبب نقص الطاقة.
- 20 أكتوبر - الفلبين - حدث انقطاع كبير للتيار الكهربائي أثر على معظم منطقة لوزون بما في ذلك منطقة مترو مانيلا، بسبب أعطال في نظام خطوط نقل الطاقة الوطنية في بانجاسينان وبولاكان؛ وأمكن استعادة الكهرباء بالكامل بعد 16 ساعة.

#### 2001
- 2 يناير - الهند - أدى خلل في نظام النقل في ولاية أوتار براديش إلى سلسلة من الأعطال المتتالية في جميع أنحاء شمال الهند.[35]
- 20 مايو - 28 أغسطس - إيران - تسببت مشكلة في محطة فرعية للطاقة في انقطاع التيار الكهربائي على نطاق واسع.[36] شمل ذلك طهران وستة عواصم إقليمية على الأقل هي: أصفهان وشيراز وتبريز وكرمانشاه وقزوين وهمدان.[37]

#### 2002
- 30 يناير - الولايات المتحدة - ضربت عاصفة جليدية كبيرة مدينة كانساس سيتي بولاية ميسوري، مما أدى إلى سقوط الأشجار على خطوط الكهرباء وتفجير المحولات في جميع أنحاء المدينة. أثر الانقطاع على أكثر من 270 ألف شخص.[38]
- 12 مارس - إندونيسيا - أدى انقطاع التيار الكهربائي إلى تأثر 13 مليون شخص في جنوب سومطرة ولامبونج .[39]
- 13 يوليو - أذربيجان - شهدت باكو وكامل البلاد تقريبًا انقطاعًا للتيار الكهربائي بسبب أسباب غير معروفة.
- 30 أبريل - الولايات المتحدة - انقطعت الكهرباء عن جميع عملاء JEA تقريبًا البالغ عددهم 355 ألف عميل في جاكسونفيل بولاية فلوريدا.[40]

#### 2003
- 22 يوليو - الولايات المتحدة - تسببت عاصفة رياح شديدة في انقطاع الكهرباء عن أكثر من 300 ألف عميل في منطقة ممفيس بولاية تينيسي الحضرية.[41]
- 14-16 أغسطس - الولايات المتحدة وكندا - وقع انقطاع للتيار الكهربائي في الشمال الشرقي، وكان انقطاع واسع النطاق في شمال شرق الولايات المتحدة ووسط كندا، أثر على أكثر من 55 مليون شخص، وأمكن استعادته بالكامل بعد 14 يومًا.
- 2 سبتمبر - ماليزيا - حدث انقطاع التيار الكهربائي في جنوب ماليزيا وأثر على خمس ولايات (من أصل 13 ولاية)، بما في ذلك العاصمة كوالالمبور، واستمر لمدة خمس ساعات، بدءًا من الساعة 10:00 صباحًا بالتوقيت المحلي.
- 23 سبتمبر - الدنمارك والسويد - أدى انقطاع التيار الكهربائي إلى تأثر خمسة ملايين شخص في شرق الدنمارك وجنوب السويد.[42][43]
- 28 سبتمبر - إيطاليا - أثر انقطاع التيار الكهربائي في إيطاليا عام 2003 على البلاد بأكملها باستثناء سردينيا، مما أدى إلى قطع الخدمة عن أكثر من 56 مليون شخص.[44]

#### 2004
- 12 يوليو - اليونان - تعطلت محطتان للطاقة في لافريو وميجالوبوليس في غضون 12 ساعة من بعضها البعض خلال فترة الطلب المرتفع بسبب موجة الحر. وقد أدى ذلك إلى فشل متتالي تسبب في انهيار نظام الطاقة الجنوبي بأكمله، مما أثر على عدة ملايين من الأشخاص في جنوب اليونان.[45]

#### 2005
- ماليزيا - حدثت أزمة انقطاع الكهرباء في ماليزيا عام 2005 في العديد من الولايات في شبه جزيرة ماليزيا، بما في ذلك فيرق وبينانق وقدح وبرليس. كان هذا بسبب خلل في شبكة خطوط نقل الكابلات الرئيسية بالقرب من سيرينداه، بولاية سلاغور.[46]
- يناير - البرازيل - تسبب هجوم إلكتروني في انقطاع خدمة الطاقة في ثلاث مدن شمال ريو دي جانيرو، مما أثر على عشرات الآلاف من الأشخاص.[47]
- 25 مايو - 3 أغسطس - روسيا - حدث انقطاع التيار الكهربائي في موسكو عام 2005 لمدة عشرة أسابيع، وأثر على أكثر من مليوني شخص في وسط روسيا. كان ذلك بسبب عطل في شبكة الكهرباء بدأ بسبب عطل في المحول، وقد انقطعت الكهرباء عن بعض خطوط مترو موسكو، ما أدى إلى تقطع السبل بالناس في القطارات، قبل أن تعود الكهرباء بالكامل بعد 10 أسابيع.
- 29 أغسطس - الولايات المتحدة - تسبب إعصار كاترينا في انقطاع التيار الكهربائي على نطاق واسع في جميع أنحاء لويزيانا وميسيسيبي وألاباما وفلوريدا وكنتاكي وتينيسي. من الصعب تحديد إجمالي دقيق للمتأثرين بذلك، وخاصة في أبرشيات لويزيانا التي أصبحت خالية من السكان لعدة أشهر. وقد انقطعت الكهرباء أيضًا عن 1.3 مليون عميل عندما مر الإعصار فوق فلوريدا. وبلغ تقدير عدد المتأثرين قرابة 2.6 مليون شخص في جميع أنحاء الولايات المتحدة.

#### 2006
- 1 أغسطس - كندا - أدت العواصف الرعدية الشديدة التي اجتاحت جنوب كيبيك، بما في ذلك منطقة مونتريال الكبرى في منطقة لورينتيان في كيبيك إلى انقطاع الكهرباء، ظل عدد كبير من الأسر (146 ألف أسرة، في ذروتها في المساء) بدون كهرباء لمدة يوم كامل، وبعضها لمدة تصل إلى أسبوع. تأثر ما يزيد عن 450 ألف عميل.[48]
- 2 أغسطس - كندا - انقطعت الكهرباء عن ما يقرب من ربع مليون عميل لشركة هيدرو ون بعد العواصف الرعدية الشديدة التي شملت الأعاصير والرياح المدمرة التي اجتاحت جنوب وشرق أونتاريو.[49]
- 14 أغسطس - اليابان - ضربت رافعة عائمة خط نقل كهرباء عبر نهر إيدو وتسببت في انقطاع الكهرباء عن 1.39 مليون عميل في منطقة العاصمة طوكيو، بما في ذلك طوكيو ويوكوهاما وجزء من كاواساكي وإيتشيكاوا. أمكن استعادة الطاقة لجميع العملاء باستثناء 15 ألف عميل خلال ساعة واحدة. وانتهى الإصلاح الكامل بعد أربع ساعات و42 دقيقة من بدء الحادث.[50][51]
- 4 نوفمبر - أوروبا - في تلك الليلة، انقطعت الكهرباء عن أكثر من 15 مليون أسرة في الأجزاء الرئيسية من ألمانيا وفرنسا وإيطاليا وبلجيكا وإسبانيا والبرتغال بعد الانهيار المتتالي للشبكة. وشهدت شبكات الكهرباء في العديد من الدول الأخرى (بلجيكا ، وهولندا ، وبولندا ، وسويسرا ، وجمهورية التشيك ، واليونان ، المغرب) انقطاعات محلية طفيفة. وكان السبب الجذري هو الحمل الزائد الذي تسبب فيه قيام شركة الكهرباء الألمانية E.ON بفصل خط كهرباء فوق نهر Ems للسماح لسفينة الرحلات البحرية Norwegian Pearl بالمرور بأمان. ولم يجري تقييم تأثير هذا الانقطاع على أمن الشبكة بشكل صحيح، مما أدى إلى انقسام شبكة النقل الأوروبية إلى ثلاثة أجزاء مستقلة لمدة ساعتين. أدى عدم التوازن بين توليد الطاقة والطلب في كل قسم إلى انقطاع التيار الكهربائي عن المستهلكين.[52]
- 14 ديسمبر - الولايات المتحدة وكندا - تسببت عاصفة الرياح عام 2006 في أضرار واسعة النطاق لشبكة الكهرباء في جميع أنحاء واشنطن وأجزاء من ولاية أوريغون، وكولومبيا البريطانية، وأيداهو؛ وفي بعض الحالات، استمرت انقطاعات الكهرباء في المنطقة المتضررة لأكثر من أسبوع.

#### 2007
- 16 يناير - 24 مارس - أستراليا - انقطعت الكهرباء عن 200 ألف شخص في فيكتوريا عندما تسببت حرائق الغابات في انقطاع اتصال الكهرباء في الولاية بالشبكة الوطنية.[53]
- 26 أبريل - كولومبيا - حدث انقطاع للتيار الكهربائي على مستوى البلاد في حوالي الساعة 10:15 صباحًا بالتوقيت المحلي، بسبب عطل فني غير محدد في محطة فرعية في العاصمة بوغوتا. عادت الكهرباء إلى معظم أنحاء البلاد بعد عدة ساعات.[54]
- 23 يوليو - إسبانيا - عانت برشلونة من انقطاع شبه كامل للتيار الكهربائي. ظلت عدة مناطق بدون كهرباء لأكثر من 78 ساعة بسبب فشل كبير في سلسلة محطات الكهرباء الفرعية.
- 26-27 سبتمبر - البرازيل - تسبب هجوم إلكتروني في حدوث اضطرابات كبيرة أثرت على أكثر من ثلاثة ملايين شخص في عشرات المدن في إسبيريتو سانتو.[55]
- 2 ديسمبر - كندا - تسببت عاصفة شتوية في إتلاف أنظمة نقل الكهرباء، مما أدى إلى انقطاع التيار الكهربائي في معظم أنحاء شرق نيوفاوندلاند ولابرادور مما أثر على ما يقرب من 100 ألف عميل. ظل حوالي 7500 عميل في شبه جزيرة بونافيستا بدون خدمة لمدة أسبوع تقريبًا.[56][57]
- 8-12 ديسمبر - الولايات المتحدة - تسببت سلسلة من الأحداث الجليدية في قطع الكهرباء عن أكثر من مليون عميل في جميع أنحاء السهول الكبرى، بما في ذلك أجزاء كبيرة من أوكلاهوما وكانساس ونبراسكا.[58]
- 12 ديسمبر - هولندا - تحطمت طائرة هليكوبتر هجومية من طراز أباتشي AH-64 تابعة للقوات الجوية الملكية الهولندية أثناء مهمة تدريب روتينية، في خطوط كهرباء عالية الجهد. وأدى ذلك إلى انقطاع التيار الكهربائي الذي أثر على أكثر من 50 ألف أسرة في منطقة تيلروارد وبوملروارد. أمكن استعادة الطاقة بعد ثلاثة أيام.[59]

#### 2008
- 20 فبراير - إندونيسيا - توقفت إمدادات الفحم لبعض محطات الطاقة في جاوة، حيث لم تتمكن السفن من الرسو في الموانئ بسبب الأمواج الكبيرة. وأدى ذلك إلى عجز في الكهرباء بلغ نحو ألف ميجاواط، فانقطع التيار الكهربائي عن عدة مناطق لحماية البنية التحتية القديمة. وقد أثر ذلك على العاصمة جاكرتا.[60]
- 26 فبراير - الولايات المتحدة - أدى فشل مفتاح التحويل والحريق في محطة كهرباء فرعية خارج ميامي إلى انقطاع التيار الكهربائي على نطاق واسع في أجزاء من فلوريدا مما أثر على أربعة ملايين شخص. جرى إغلاق المفاعلات النووية في محطة الطاقة تركي-بوينت في حيث بلغت الحرارة 84 °ف (29 °م).[61] أدى العطل إلى انقطاع التيار الكهربائي عن العملاء في 35 مقاطعة جنوب فلوريدا وامتد إلى شبه جزيرة فلوريدا الشمالية. وفي نهاية المطاف، امتدت المنطقة المتضررة من ميامي إلى تامبا على الساحل الغربي للولاية ومقاطعة بريفارد على الساحل الشرقي.[62][63]
- 2 أبريل - أستراليا - انقطعت الكهرباء عن حوالي 420 ألف منزل في ملبورن وأجزاء أخرى من فيكتوريا بعد أن ضربت الرياح الولاية بسرعة تصل إلى 130 كم/ساعة.[64]
- 8 أبريل - بولندا - من حوالي الساعة 3:30 صباحًا، انقطعت الكهرباء عن حوالي 400 ألف شخص في مدينة شتشين والمناطق المحيطة بها (حتى مسافة 100 كم). أمكن استعادة معظم الطاقة خلال يوم واحد. وكان السبب هو سقوط كميات كبيرة من الثلوج، والتي التصقت بكابلات الكهرباء وتسببت في كسرها. انكسر أحد أعمدة خطوط الطاقة الرئيسية في أعقاب الحادث.[65]
- 20 مايو - تنزانيا - عانت جزيرة زنجبار بأكملها من انقطاع كامل للكهرباء. حدث ذلك في حوالي الساعة 10:00 ظهرا بالتوقيت المحلي، وكانت بسبب انقطاع كابل بحري من البر الرئيسي في تنزانيا. أمكن استعادة الطاقة بعد شهر واحد، في 18 يونيو.
- 13 سبتمبر - الولايات المتحدة - ضرب إعصار إيك مدينة جالفستون بولاية تكساس، مما أدى إلى انقطاع الكهرباء عن أكثر من مليوني عميل في منطقة هيوستن الكبرى. أمكن استعادة الطاقة إلى مليون منزل بحلول اليوم السادس وإلى مليوني منزل بحلول اليوم السادس عشر.[66]
- 11 ديسمبر - الولايات المتحدة - تسببت الثلوج النادرة التي تساقطت خلال فصل الشتاء في جنوب لويزيانا في انقطاع التيار الكهربائي عن 10 آلاف شخص بسبب تراكم الثلوج على خطوط النقل. وفي وقت لاحق، ضربت عاصفة ثلجية ولايتي ماساتشوستس ونيو هامبشاير، مما تسبب في انقطاع الكهرباء عن مليون شخص.[67]
- 12 ديسمبر - الولايات المتحدة - تسببت عاصفة ثلجية كبيرة في شمال شرق البلاد في انهيار خطوط الكهرباء من ولاية ماين إلى ولاية بنسلفانيا بسبب تراكم الجليد على الأسلاك وسقوط الأشجار والفروع على خطوط الكهرباء. وفي ذروة الانقطاعات، كان نحو 1.5 مليون شخص بدون كهرباء. استغرق الأمر حوالي أسبوعين لاستعادة الطاقة إلى جميع المواقع.[68]
- 26 ديسمبر - الولايات المتحدة - انقطع التيار الكهربائي لمدة 12 ساعة تقريبًا في جزيرة أواهو بأكملها في هاواي، بدءًا من الساعة 6:45 مساء، حيث كان الرئيس المنتخب باراك أوباما وعائلته يقضون إجازتهم. وقد حدث ذلك بسبب ضربات البرق على خطوط الكهرباء، مما تسبب في تعثر نظام HECO.[69]

#### 2009
- 23 يناير- فرنسا - أدت عاصفة رياح شديدة لانقطاع الكهرباء عن قرابة 1.2 مليون عميل.[70]
- 27 يناير - الولايات المتحدة - ضربت عاصفة ثلجية منطقة كنتاكي وجنوب إنديانا وأدت إلى انقطاع الكهرباء عن 769 ألف شخص.[71] وحتى 15 فبراير كان حوالي 12 ألف شخص لا يزالون بدون كهرباء.[72]
- 27-31 يناير- أستراليا - عانت مئات الآلاف من المنازل في فيكتوريا، بما في ذلك ملبورن، من انقطاع التيار الكهربائي نتيجة لموجة الحر الشديدة غير المسبوقة. أشارت التقديرات إلى أن أكثر من 500 ألف مقيم في ملبورن كانوا بدون كهرباء مساء يوم 30 يناير. أثر الانقطاع على جزء كبير من وسط ملبورن وأُلغيت خدمات القطارات والترام، وكذلك إخلاء كازينو كراون، وفشل إشارات المرور، وجرى إنقاذ الأشخاص من المصاعد وأُخلي مركز الفنون الفيكتوري وأٌلغيت العروض. حدث الانقطاع بعد ساعة فقط من إصدار الشركة الوطنية لإدارة الكهرباء (NEMMCO) بيانا قالت فيه إن التخلص من الأحمال قد انتهى وأمكن استعادة الطاقة. وتقول السلطات إنه حدث انقطاع كبير في الكهرباء في غرب المدينة بسبب موجة الحر التي استمرت ثلاثة أيام. ويعتقد أن انفجار في جنوب مورانج ساهم في مشاكل الطاقة على طول ثلاثة خطوط نقل تزود غرب فيكتوريا ومورد الطاقة الفيكتوري سب أوس نت.[73][74][75]
- 30 مارس - المملكة المتحدة - انقطع التيار الكهربائي الرئيسي في غلاسكو وأجزاء من غرب اسكتلندا. وشملت المناطق المتضررة الطرف الغربي من غلاسكو وبيرسدن وكلايدبانك وهيلينسبورغ ودمبارتون وإلى حد ما لوخجيلفيد وأوبان. تأثرت أران أيضا من انقطاع التيار. حدث الانقطاع في الساعة 4:20 مساء وأمكن استعادته ببطء بين 5:20 و6:30 مساء.[76]
- 15 أبريل - كازاخستان وقيرغيزستان - انقطع التيار الكهربائي قبل الساعة 9:00 مساء بقليل، عن حوالي 80 ٪ من ألماتي والأجزاء الشمالية من قيرغيزستان، مما يؤثر على بضعة ملايين من الناس لعدة ساعات. لم يمكن استعادة الطاقة إلا بعد منتصف الليل بالتوقيت المحلي.[77]
- 20 يوليو - المملكة المتحدة - انقطع التيار الكهربائي عن حوالي 100 ألف منزل في مناطق الجنوب الشرقي في لندن وشمال كينت، بعد أن تسبب المخربون عمدا في نشوب حريق بالقرب من مكان تركيب خط نقل، مما تسبب في فشل خط نقل 132 كيلوفولت وأربعة دوائر. وكان من المستحيل إعادة توجيه الإمدادات حول الخطوط الأخرى دون التحميل الزائد عليها. ونتيجة لذلك، انقطعت إمدادات الطاقة إلى حوالي نصف المنازل لمدة أربعة أيام تقريبا، بينما جرى تخصيص ثلاث ساعات من الطاقة للمنازل الأخرى تليها ست ساعات "إيقاف". جُلب أكثر من 70 مولدا متحركا من جميع أنحاء البلاد للمساعدة في استعادة الطاقة ويعد ذلك هو الحدث الأكبر في تاريخ لندن.[78]
- 30 أكتوبر - نيوزيلندا - حوالي الساعة 8:00 صباحا بالتوقيت المحلي انقطع التيار الكهربائي في نورثلاند ومعظم النصف الشمالي من أوكلاند، مما أثر على 280 ألف عميل (14.5% من البلاد). كانت رافعة شوكية تحمل حاوية شحن قد اصطدمت بطريق الخطأ بأحد أبراج نقل الطاقة من أوتاهوهو إلى هندرسون من خط الـ 220 كيلو فولت بينما كان الخط الآخر خارج الخدمة للصيانة. أمكن استعادة الطاقة إلى المنطقة بأكملها حوالي الساعة 11:00 صباحا.[79]
- 10-20 نوفمبر - البرازيل وباراغواي - ابتداء من الساعة 10:13 مساء بتوقيت البرازيل الرسمي[80] حدث انقطاع للتيار الكهربائي بسبب عطل في خطوط النقل من سد إيتايبو، ثاني أكبر سد لتوليد الطاقة الكهرومائية في العالم، وأثر ذلك على أكثر من 80 مليون عميل. كان سبب العطل هو عاصفة رعدية كبيرة أثرت على خط نقل رئيسي إلى جنوب شرق البرازيل، مما تسبب في إغلاق جميع التوربينات الـ 20 بسبب الانخفاض المفاجئ في الطلب على الطاقة. فقدت أربع من أكثر ولايات البرازيل كثافة سكانية الكهرباء بالكامل (بما في ذلك سفيمو باولو وريو دي جانيرو) وتأثرت 14 ولاية أخرى جزئيا. شهدت دولة باراغواي بأكملها انقطاع التيار الكهربائي. استغرق الأمر حوالي سبع ساعات حتى أمكن إصلاح النظام تماما. يعتبر هذا أحد أكبر حالات انقطاع التيار الكهربائي في التاريخ، حيث استغرق 10 أيام لاستعادة الطاقة بالكامل.[81][82][83]

### عقد 2010

#### 2010
- 30 يناير - أستراليا - ضربت صاعقة خطين منفصلين لنقل الكهرباء، مما أدى إلى انقطاع التيار الكهربائي عن داروين، الإقليم الشمالي، والمدينتين القريبتين كاثرين وبالمرستون بدءًا من حوالي الساعة 6:00 صباحًا. أمكن استعادة الكهرباء لجميع المناطق بحلول الساعة 4:30 مساءا.[84]
- فبراير - الولايات المتحدة - ضربت عاصفتان ثلجيتان شمال شرق البلاد في الفترة من 5 إلى 6 فبراير، ثم ضربتا مرة أخرى بعد بضعة أيام في الفترة من 9 إلى 10 فبراير. وكانت منطقة بالتيمور-واشنطن من بين المناطق الأكثر تضرراً، حيث تأثر أكثر من 200 ألف شخص في ذروة الانقطاعات، وانقطعت الكهرباء عن نحو ثلثي هؤلاء لفترات تتراوح من نصف يوم إلى عدة أيام. وتأثرت أيضًا مناطق حضرية أخرى، مثل بيتسبرغ.[85]
- 14 مارس - تشيلي - أدى انقطاع التيار الكهربائي في تشيلي إلى حرمان حوالي 15 مليون شخص، أي حوالي 90% من سكان البلاد، من الكهرباء عندما تعطل محول رئيسي في جنوب تشيلي. بدأت الكهرباء بالعودة خلال ساعات قليلة، وفي اليوم التالي أمكن استعادة الكهرباء إلى جميع أنحاء البلاد تقريبًا. ولم يكن الانقطاع مرتبطًا بشكل مباشر بالأضرار الناجمة عن الزلزال الذي ضرب البلاد في الشهر السابق.[86]
- 14 مارس - الولايات المتحدة - تسببت عاصفة رياح شديدة في انقطاع التيار الكهربائي عن مئات الآلاف من العملاء في المقام الأول في جنوب غرب ولاية كونيتيكت بالإضافة إلى أجزاء من مقاطعة ويستتشستر ولونج آيلاند ونيوجيرسي. استمر الانقطاع لمدة وصلت إلى ستة أيام لبعض العملاء في المجتمعات الأكثر تضررًا. أُغلقت العديد من المناطق التعليمية العامة لمدة تصل إلى خمسة أيام في الأسبوع التالي.[87]
- 30 مارس - المملكة المتحدة - تعرض حوالي 30 ألف منزل في أيرلندا الشمالية لانقطاع التيار الكهربائي بسبب الظروف الجوية الشتوية. تأثرت مدن أوماه، وإينيسكيلين، ودونجانون، وديري، وكوليراين، وباليمينا بالانقطاع.[88]
- 27 يونيو - المملكة المتحدة - تعرضت مدينة بورتسموث في إنجلترا لانقطاع كبير للتيار الكهربائي عندما اشتعلت النيران في محطة فرعية.[89]
- 15 يوليو - الولايات المتحدة - انقطع التيار الكهربائي عن 76 ألف شخص في مقاطعتي أوكلاند ووين في جنوب شرق ميشيغان في حوالي الساعة 7:00 مساءً أثناء العواصف الشديدة.[90]
- 25 يوليو - الولايات المتحدة - فقد ما يقدر بنحو 250 ألف عميل لشركة بيبكو الكهرباء في منطقة واشنطن العاصمة بسبب العواصف الشديدة التي اجتاحت المنطقة.[91]
- 1-21 سبتمبر - أيسلندا - شهدت البلاد انقطاعًا هائلاً للتيار الكهربائي.

#### 2011
- 2 فبراير - الولايات المتحدة - حدث توقف في اثنين من محطات توليد الطاقة التي تعمل بالفحم في تكساس، ومع ارتفاع الطلب على الكهرباء بسبب الطقس البارد أدى ذلك إلى انقطاع التيار الكهربائي،[92] أثر ذلك على قرابة 3.2 مليون شخص.[93]
- 3 فبراير - أستراليا - ضرب إعصار ياسي المجتمعات في شمال كوينزلاند. وصلت سرعة الرياح إلى 300كم/ساعة وتسبب في أضرار واسعة النطاق. وانقطعت الكهرباء عن 170 ألف منزل.[94]
- 4 فبراير - البرازيل - عانت ثماني ولايات على الأقل في المنطقة الشمالية الشرقية - ألاغواس، وباهيا، وسيارا وبارايبا وبيرنامبوكو وبياوي وريو غراندي دو نورتي وسيرجيبي - من انقطاع التيار الكهربائي من منتصف الليل إلى 4:00 صباحا. وأشارت التقديرات إلى أن 53 مليون شخص قد تضرروا. كانت المدن الكبرى مثل سلفادور وريسيفي وفورتاليزا خارج الخدمة تماما.[95]
- 22 فبراير - نيوزيلندا - ضرب زلزال بقوة 6.3 درجة منطقة كرايستشيرش الساعة 12:51، وفقد أكثر من 80% من المدينة (حوالي 160 ألف عميل) الطاقة. أمكن استعادة معظم الطاقة في غضون خمسة أيام، على الرغم من أن بعض المناطق المركزية ظلت بدون كهرباء حتى أواخر 1 مايو.[96]
- 27 أبريل - الولايات المتحدة - ضرب إعصار مدمر منطقة شمال ألاباما وأدى إلى انقطاع التيار الكهربائي بعد أن دمر الإعصار أبراج نقل الكهرباء. كذلك فقد تسبب الإعصار في فصل محطة براونز فيري النووية، وهي أكبر محطة نووية في ولاية ألاباما والثانية في الولايات المتحدة، مما دفع المشغلين إلى إغلاق جميع المفاعلات الثلاثة بعد الحدث.[97][98]
- 30 يونيو - الهند - عانىت منطقة تشيناي من انقطاع كبير في التيار الكهربائي أثر على أجزاء كثيرة من المدينة لأكثر من 15 ساعة.[99]
- 11 يوليو - الولايات المتحدة - ضرب إعصار (ديريتشو) منطقة شيكاغو فتعطلت إمدادات الطاقة إلى أكثر من 850 ألف شخص.[100]
- 11 يوليو - قبرص - أثر انقطاع التيار الكهربائي لمدة نصف أسبوع على جميع المدن في الجزء اليوناني من الجزيرة. وكان سبب الانقطاع هو انفجار بجوار محطة فاسيليكوس للطاقة.[101][102]
- 23 يوليو - كندا - تسبب فشل عازل زجاجي في انقطاع معظم المناطق الشمالية في ساسكاتشوان لمدة أربع ساعات.[103]
- 27-28 أغسطس - الولايات المتحدة - تسبب إعصار إيرين في نقطاع التيار الكهربائيأ عن كثر من خمسة ملايين .شخص[104]
- 8-9 سبتمبر - الولايات المتحدة والمكسيك - وقع انقطاع في الكهرباء في الجنوب الغربي، وكانت الأجزاء المتضررة هي جنوب كاليفورنيا وأريزونا، وكذلك أجزاء من شمال غرب المكسيك. بدأ الفشل بعد صيانة خط نقل 500 كيلو فولت فخرج عن الخدمة، وأدت نقاط الضعف اللاحقة في تخطيط العمليات ونقص الوعي بالوضع في محطات الطاقة المتعددة إلى انقطاع التيار المتتالي.[105] أمكن استعادة الطاقة بشكل عام، حيث استغرق استعادة الطاقة بنسبة 100% من 6 إلى 12 ساعة حسب الموقع.[105] تأثر أكثر من خمسة ملايين شخص.[106]
- 16 سبتمبر - كوريا الجنوبية - شهدت البلاد انقطاعًا واسع النطاق للكهرباء بسبب الطقس الحار.[107]
- 24 سبتمبر - تشيلي - تأثر تسعة ملايين شخص في المنطقة الشمالية والوسطى بانقطاع الكهرباء الذي استمر لمدة ساعتين على الأقل.[108]
- أكتوبر - الولايات المتحدة - تسببت عاصفة ثلجية على طول الساحل الشرقي في انقطاع التيار الكهربائي عن أكثر من مليوني شخص. ظل بعض سكان ولاية كونيتيكت وماساتشوستس الغربية بدون كهرباء لأكثر من 11 يوما.[109]

#### 2012
- 14 يناير - 27 أبريل - تركيا - تسبب عطل في محول 380 كيلوفولت تابع لشركة بورصة للطاقة في محطة توليد الطاقة بالدورة المركبة التي تعمل بالغاز الطبيعي في انحرافات الجهد في شبكة الطاقة المترابطة مما أدى إلى انقطاع التيار الكهربائي. حدث عطل آخر في محطة كهرباء بابيسكي فتسببت في انقطاع التيار الكهربائي في تراقيا. تأثرت ست مدن وأكثر من 20 مليون شخص بانقطاع الكهرباء في مرمرة. عادت الكهرباء إلى كافة المدن في المساء. أدى انقطاع التيار الكهربائي إلى تعطيل عمل مترو الأنفاق والترام في إسطنبول. كما أن أنظمة التدفئة بالغاز لم تعمل أثناء انقطاع التيار الكهربائي. امكن حل المشكلة عن طريق نقل الكهرباء من بلغاريا إلى تراقيا وتغذية الخطوط في إسطنبول من محطة أمبارلي للغاز الطبيعي في إسطنبول، واستغرق الأمر 104 أيام قبل استعادة الطاقة بالكامل.
- 4 أبريل - قبرص - انقطع التيار الكهربائي عن جميع مدن الجزيرة بعد تعطل محطة ديكيليا للطاقة من الساعة 4:42 إلى 9:20 صباحا.[110]
- أبريل - الولايات المتحدة - عانى عملاء شركة PG&E في أوكلاند، كاليفورنيا، والمناطق المحيطة في مقاطعة ألاميدا من انقطاع التيار الكهربائي بسبب ارتفاع درجات الحرارة.
- 29 يونيو - الولايات المتحدة - اجتاحت سلسلة من العواصف الرعدية مصحوبة برياح عاتية من ولاية أيوا إلى ساحل وسط المحيط الأطلسي وأدت إلى انقطاع الكهرباء عن أكثر من 3.8 مليون شخص في إنديانا وأوهايو وغرب فرجينيا وبنسلفانيا وميريلاند ونيوجيرسي وفيرجينيا وديلاوير وكارولينا الشمالية وكنتاكي وواشنطن العاصمة.[111]
- 30 يوليو - الهند - بسبب انهيار هائل في الشبكة الشمالية، حدث انقطاع كبير للتيار الكهربائي أثر على سبع ولايات شمالية، بما في ذلك دلهي، والبنجاب وهريانة وهيماجل برديش وأتر براديش وجامو وكشمير وراجستان.[112] وكان ذلك مقدمة لانقطاع التيار الكهربائي في اليوم التالي.
- 31 يوليو - الهند - أدى انقطاع التيار الكهربائي في الهند عام 2012 إلى ترك نصف البلاد بدون إمدادات الكهرباء. وقد أثر هذا على مئات القطارات ومئات الآلاف من الأسر والمؤسسات الأخرى حيث انهارت الشبكة التي تربط محطات توليد الكهرباء بالعملاء للمرة الثانية في يومين متتاليين.[113]
- 29-30 أكتوبر - الولايات المتحدة - جلب إعصار ساندي رياحًا قوية وفيضانات ساحلية إلى جزء كبير من شرق الولايات المتحدة، مما أدى إلى انقطاع الكهرباء عن ما يقدر بنحو 8 ملايين عميل. أدت العاصفة، التي ضربت الساحل بالقرب من مدينة أتلانتيك سيتي في نيوجيرسي، كإعصار من الفئة الأولى، في نهاية المطاف إلى انقطاع الكهرباء الكثير من المنازل والشركات في نيوجيرسي (2.7 مليون)، ونيويورك (2.2 مليون)، وبنسلفانيا (1.2 مليون)، وكونيتيكت (620 ألف)، وماساتشوستس (400 ألف)، وميريلاند (290 ألف)، وغرب فرجينيا (268 ألف)، وأوهايو (250 ألف)، ونيو هامبشاير (210 ألف). كما أُبلغ عن انقطاع التيار الكهربائي في عدد من الولايات الأخرى، بما في ذلك فرجينيا، وماين، ورود آيلاند، وفيرمونت، ومنطقة كولومبيا.[114] [115]

#### 2013
- 26 يناير-5 فبراير - أستراليا - تسبب الإعصار أوزوالد في فقدان الطاقة لأكثر من 250 ألف عميل في جنوب شرق كوينزلاند. أمكن استعادة الطاقة تدريجيا خلال 10 أيام.[116]
- 8-9 فبراير - الولايات المتحدة - فقد 650 ألف عميل من المنازل والشركات في الشمال الشرقي الكهرباء نتيجة لإعصار شديد أدى إلى تراكم الثلوج لأكثر من (60 سم) في نيو إنجلاند.[117]
- 22 مارس - المملكة المتحدة -تاثر أكثر من 200 ألف منزل في بلفاست الكبرى نتيجة لخطأ في شبكة نقل الجهد العالي أثناء عاصفة ثلجية.[118]
- 28 مارس - ترينيداد وتوباغو - حدث انقطاع التيار الكهربائي على الصعيد الوطني، نتج عن انخفاض ضغط الغاز حوالي الساعة 12:37 صباحا بتوقيت شرق الولايات المتحدة. رجع انقطاع التيار إلى سببين: مشكلة في إمدادات الغاز من فينيكس بارك التي أثرت على ترينيداد، ومشكلة لاحقة في محطة توليد الكهرباء "كوف"، والتي أثرت على توباغو. تمكنك شركة T&TEC من إعادة تشغيل المولدات في "كوف" بعد فترة وجيزة، واستعادة الطاقة إلى الجزيرة في وقت مبكر من الساعة 1 صباحا حتى 3 صباحا. أما في ترينيداد فقد بدأت الشركة الإصلاح في حوالي الساعة 4:45 صباحا، حيث كان هناك بعض التأخير في إعادة تشغيل المولدات في مصنع باورجن في بوينت ليساس. وبحلول الساعة 11 صباحا عادت الكهرباء إلى ما يقرب من 90% من العملاء في ترينيداد.[119]
- 1 أبريل - بولندا - عانى 100 ألف شخص من انقطاع التيار الكهربائي بسبب تساقط الثلوج بكثافة.[120] وكان هناك صعوبة في تشغيل مطار وارسو.[121]
- 5 مايو - الفلبين - عانى ما يُقارب 40-50% من سكان لوزون من انقطاع التيار الكهربائي بعد تعطل العديد من خطوط النقل، مما أدى إلى عزل محطات توليد الطاقة في سانتا ريتا وسان لورينزو وكالاكا وإليجان وباجبيلاو.[122]
- 21 مايو - تايلاند - أثر انقطاع التيار الكهربائي على أربع عشرة مقاطعة (من أصل 76) لمدة أربع ساعات، بداية من الساعة 7:00 مساء بالتوقيت المحلي.[123]
- 22 مايو - فيتنام وكمبوديا - وقع انقطاع التيار الكهربائي في جنوب فيتنام وكمبوديا عند تحريك شجرة في بينه دونغ، حيث ترك سائق شاحنة الشجرة تصطدم بخط في شبكة الطاقة الوطنية (500 كيلوفولت)، مما تسبب في انقطاع التيار الكهربائي في 22 مقاطعة ومدينة في الجزء الجنوبي من فيتنام، واستغرق الأمر 8 ساعات لاستعادة الطاقة بالكامل.[124]
- 24 سبتمبر - تركيا - انقطعت الكهرباء عن منطقة تراقيا وأعلن "تريداس" (مرفق توزيع الطاقة في منطقة تراقيا) أنه حدث عطل في المحطة الفرعية لمحطة توليد الطاقة ذات الدورة المركبة في أمليبورغاز في محافظة قرقلريلة مما تسبب في انقطاع التيار الكهربائي. وشملت الأماكن المتضررة ولاية تكرطاغ وأدرنة وقرقلريلة وسيليفري في محافظة اسطنبول. بلغ عدد السكان المتضررين حوالي 1.5 مليون مواطن. أمكن استعادة الطاقة بالكامل بعد ساعتين (بحلول الساعة 00:24 يوم 25 سبتمبر).[125]
- 22 ديسمبر - كندا - تسببت عاصفة ضربت أمريكا الشمالية من منطقة أونتاريو إلى أقصى الشرق في انقطاع التيار الكهربائي. أفادت التقارير تضرر ما يصل إلى 300 ألف عميل في تورونتو.[126][127] كما تسببت العاصفة في انقطاع التيار الكهربائي على نطاق واسع في منتصف ميشيغان، حيث تأثر قرابة 500 ألف عميل واستمرت جهود الإصلاح حتى 29 ديسمبر.[128]

#### 2014
- 27 فبراير - الفلبين - عانت أجزاء من جزيرة مينداناو من انقطاع التيار الكهربائي لمدة ست ساعات.[129]
- 15 يوليو - الفلبين - سقطت 60% من شبكة الكهرباء في لوزون بسبب الإعصار راماسون (جلندا) الذي دمر الجزء الجنوبي من الجزيرة حيث توجد العديد من محطات الطاقة، مثل محطة الطاقة الحرارية الأرضية في بيكول ومحطة الفحم في باتانجاس.
- 21 يوليو - المملكة المتحدة - حدث انقطاع كبير للتيار الكهربائي أدى إلى انقطاع الكهرباء عن لندن وإسيكس وكينت والمناطق المحيطة بها لمدة نصف ساعة تقريبًا. وتبين أن السبب هو قيام تلاميذ المدارس بإشعال النار في الكتب بالقرب من خطوط الكهرباء في هافرينج، شرق لندن.
- 12 أغسطس - مالطا - استمر انقطاع التيار الكهربائي على مستوى البلاد لمدة ست ساعات تقريبًا. حيث انقطع التيار الكهربائي في جميع أنحاء جزيرة مالطا وغودش في الساعة 7:50 مساءًا، وأمكن إعادتها إلى معظم المناطق بحلول الساعة 1:30 صباحًا. وبسبب مشاكل في مولدات الطوارئ، اضطر مطار مالطا الدولي إلى إغلاق المدرج وتحويل العديد من الرحلات الجوية إلى كاتانيا وباليرمو. وكان السبب هو تلف أحد أسلاك النقل مما تسبب في انفجار في مركز توزيع الكهرباء وإغلاق محطتي الطاقة تلقائيًا. حدث انقطاع سابق للتيار الكهربائي على مستوى البلاد في 9 يناير، بسبب عطل في محطة توليد الطاقة ديليمارا.[130]
- 4 سبتمبر - مصر - وقع انقطاع كبير للتيار الكهربائي في القاهرة ومدن أخرى في الساعة 6:00 صباحًا، واستمر لساعات، مما أدى إلى توقف بعض الخدمات الرئيسية. أدى انقطاع التيار الكهربائي إلى خسائر مادية للمنشآت الاستراتيجية بقناة السويس تقدر بنحو 100 مليون جنيه، حيث توقفت حركة الملاحة البحرية والنشاط الصناعي على طول الممر المائي الحيوي. وتوقفت بعض القنوات التلفزيونية عن البث لمدة تقرب من ساعتين بسبب الانقطاع.[131]
- 5 أكتوبر - نيوزيلندا - أدى حريق في خندق الكابلات في محطة بينروز التابعة لشركة ترانس باور في أوكلاند إلى قطع التيار الكهربائي عن شبكة التوزيع المحلية لشركة فيكتور في الساعة 2:15 صباحًا. انقطعت الكهرباء عن أكثر من 85 ألف عميل في الضواحي الشرقية الوسطى لأوكلاند لمدة تزيد عن 12 ساعة. أمكن إعادة توصيل 50% من العملاء بحلول المساء و75% بحلول صباح اليوم التالي.[132]
- 1 نوفمبر - بنغلاديش - استمر انقطاع التيار الكهربائي على مستوى البلاد لمدة 10 ساعات تقريبًا. حيث بدأ الساعة 11:30 صباحا وأمكن إعادتها إلى معظم المناطق بحلول الساعة 11:00 مساء.[133][134]
- 21 نوفمبر - جنوب أفريقيا - وقع انقطاع التيار الكهربائي في جميع أنحاء البلاد واستمر طوال عطلة نهاية الأسبوع. وقد جاء ذلك في أعقاب انقطاعات مماثلة في وقت سابق من نفس الشهر، والتي كانت جميعها نتيجة لانهيار صومعة الفحم في محطة ماجوبا للطاقة التابعة لشركة إسكوم، خلال فترة كانت شركة الطاقة الحكومية تعاني فيها بالفعل من ضغط شديد على الشبكة الوطنية بسبب الصعوبات الفنية التي أثرت على بعض توربيناتها الرئيسية الأخرى.[135][136][137]

#### 2015
- 26 يناير - باكستان - عانى 80% من البلاد (حوالي 140 مليون شخص) من انقطاع الكهرباء بسبب عطل فني في محطة طاقة في السند.[138] (انقطاع التيار الكهربائي في باكستان عام 2015 2015 Pakistan blackout)
- 11 فبراير - الكويت - تسببت مشكلة فنية في إحدى شبكات الكهرباء الرئيسية في انقطاع التيار الكهربائي عن معظم أنحاء البلاد.[139]
- 27 مارس - هولندا - تسببت مشكلة فنية في إحدى شبكات الكهرباء الرئيسية في شمال هولندا في انقطاع التيار الكهربائي عن مليون أسرة لمدة ساعة على الأقل.[140]
- 31 مارس - تركيا - بسبب مشاكل فنية، انقطعت الكهرباء عن أكثر من 90% من البلاد (حوالي 70 مليون شخص). ولم تتأثر محافظتا فان وهكاري اللتان كانتا تغذيهما الكهرباء من إيران.
- 29 أغسطس - كندا - تسببت عاصفة رياح قوية في انقطاع التيار الكهربائي عن 710 ألف عميل (حوالي 50% من عملاء BCHydro) في جزيرة فانكوفر والبر الرئيسي السفلي في فانكوفر. أمكن استعادة الطاقة لـ 705 ألف عميل خلال 72 ساعة من العاصفة. كان هذا أكبر انقطاع في تاريخ شبكة BCHydro.[141]
- 17 نوفمبر - الولايات المتحدة - تسببت عاصفة رياح قوية في إسقاط خطوط الكهرباء مما أدى إلى انقطاع الكهرباء عن أكثر من 161 ألف عميل في مقاطعة سبوكان بولاية واشنطن والمقاطعات المجاورة. كانت شدة تلك العاصفة قد تجاوزت العاصفة الجليدية التي حدثت قبل 19 عامًا، تقريبًا في نفس اليوم.[142][143] [144]
- 21 نوفمبر - شبه جزيرة القرم - أدى انقطاع التيار الكهربائي إلى انقطاع الكهرباء عن 1.2 مليون شخص في شبه جزيرة القرم بعد انفجارات في أبراج نقل الطاقة في أوكرانيا.
- 23 ديسمبر - أوكرانيا - أدى الهجوم الإلكتروني على شبكة الكهرباء في أوكرانيا إلى انقطاع التيار الكهربائي عن 230 ألف شخص لمدة تتراوح بين 1 إلى 6 ساعات.[145]

#### 2016
- 7 يونيو - كينيا - انقطع التيار الكهربائي على الصعيد الوطني واستمر لأكثر من 4 ساعات،[146] كان ذلك بسبب دخول قرد محطة كهرباء. تأثر حوالي 10 مليون مواطن بالانقطاع.[147]
- 1 سبتمبر - الولايات المتحدة - تسبب إعصار هيرمين الذي اجتاح فلوريدا بانهاندل وبشكل مباشر عاصمة الولاية تالاهاسي في انقطاع الكهرباء عن أكثر من 350 ألف شخص في ولاية فلوريدا وجنوب جورجيا، وواستمر ذلك لمدة أسبوع.
- 21 سبتمبر - بورتوريكو - حدث انهيار كامل لنظام الطاقة في الجزيرة مما أثر على سكانها البالغ عددهم 3.5 مليون نسمة. صُنِّف الانقطاع، الذي يشار إليه عموما باسم "أباغ أوشن Apagón" (يعني "انقطاع التيار الفائق") على أنه الأكبر في تاريخ بورتوريكو بدون أسباب ترجع إلى تغيرات المناخ. حدث الانقطاع بعد تعطل خطين لنقل الطاقة فئة 230 كيلو فولت.[148]
- 28 سبتمبر - أستراليا - وقع انقطاع للتيار في جنوب أستراليا وأثرت على كامل منطقة جنوب أستراليا (1.7 مليون شخص)، كان ذلك بسبب إعصارين دمروا ثلاثة عناصر حيوية للبنية التحتية، وحيث أن نظام الطاقة مُصمم بحيث يحمي نفسه عن طريق الإغلاق فقد انقطعت الكهرباء عن المنطقة.[149]

#### 2017
- 8 مارس - الولايات المتحدة - تسببت عاصفة شتوية شديدة في انقطاع التيار الكهربائي عن حوالي مليون عميل في ميشيغان. ظل حوالي 730 ألف شخص بدون كهرباء حتى اليوم التالي. [150]
- 1 يوليو - أمريكا الوسطى - عانت بلدان المنطقة من انقطاع التيار الكهربائي لمدة 6 ساعات مما أثر على ملايين الأشخاص.[151]
- 8 يوليو - الولايات المتحدة - تسبب انفجار في محطة طاقة نورثريدج في انقطاع واسع النطاق للتيار الكهربائي في وادي سان فرناندو ولوس أنجلوس.[152][153]
- 27 يوليو - الولايات المتحدة - قام طاقم عمل يعمل على استبدال جسر هربرت سي بونر في جزر أوتير بانكس بولاية كارولينا الشمالية، بقطع كابل كهربائي وتسبب في انقطاع التيار الكهربائي في جزر أوتير بانكس مما أثر على أكثر من 7000 شخص خلال ذروة الموسم السياحي.[154] استمر الانقطاع لمدة ثمانية أيام.[155]
- 15 أغسطس - تايوان - وقع انقطاع كبير للتيار الكهربائي أثر على ملايين الأسر.[156]
- 26 أغسطس - أوروغواي - عانى نصف السكان من انقطاع التيار الكهربائي لمدة 4 ساعات. ولم يُذكر أي سبب سوى سوء الأحوال الجوية.[157]
- 20 سبتمبر - بورتوريكو - تسبب إعصار ماريا في انقطاع الكهرباء عن الجزيرة بأكملها. وتضمنت جهود الإصلاح إعادة بناء أجزاء كبيرة من شبكة الكهرباء المتهالكة بالفعل. لم يتمكن سوى 55% من السكان من الحصول على الكهرباء بعد ثلاثة أشهر،[158] وبحلول أغسطس 2018، أمكن استعادة الكهرباء أخيرًا إلى كامل الجزيرة.[159]
- 30 أكتوبر - الولايات المتحدة وكندا - أدت العاصفة الاستوائية فيليب إلى انقطاع التيار الكهربائي عن حوالي 1.8 مليون شخص في نيو إنجلاند. وكانت العاصفة سيئة خاصةً في منطقة ميد كوست ماين حيث أصبحت الطرق غير سالكة لمدة أسبوع تقريبًا، مما أدى إلى إغلاق العديد من المدارس لمدة تتراوح بين خمسة إلى ستة أيام. لم يتمكن العديد من الأشخاص من استعادة الكهرباء لمدة تزيد عن عشرة أيام في بعض المناطق الأكثر تضرراً. أما في كندا، فقد أفادت شركة هيدرو كيبيك عن فقدان 200 ألف عميل للكهرباء بسبب الأضرار الناجمة عن الرياح القوية التي أحدثتها العاصفة.[160]
- 7-10 ديسمبر - الولايات المتحدة - ضربت العاصفة الشتوية بنجي ولايات جنوب شرق الولايات المتحدة، مما تسبب في انقطاع التيار الكهربائي عن أكثر من 900 ألف عميل.[161]

#### 2018
- 10 يناير، 21 يناير، 27 فبراير - السودان - تعرضت البلاد كاملة لانقطاع الكهرباء في تلك الأيام.[162]
- 2 مارس - الولايات المتحدة - ضرب إعصار نوريستر الساحل الشرقي ما أدى لانقطاع الكهرباء عن أكثر من مليوني شخص.[163]
- 21 مارس - البرازيل - انقطعت الكهرباء عن أجزاء كبيرة من البلاد وتأثر عشرات الملايين من الناس، خاصةً في مناطق الشمال والشمال الشرقي. كان ذلك بسبب تعطل خط نقل بالقرب من محطة Belo Monte hydroelectric station.[164]
- 12 أبريل - بورتوريكو - عانى قرابة 870 ألف عميل من انقطاع الكهرباء عندما سقطت شجرة على خط نقل رئيس بالقرب من Cayey.[165] A وبعد ذلك بأسبوع في 18 أبريل انقطعت الكهرباء عن كل بورتوريكو بسبب إعصارماريا الذي ضرب أحد خطوط النقل التي تربط محطتين كبيرتين.[166] وقد طلب حاكم بورتوريكو ريكاردو روسيلو من هيئة إدارة الكهرباء PREPA انهاء التعاقد مع D. Grimm بوصفها المسؤولة عن الحادثين.[167]
- 3 يوليو - أذربيجان - انقطعت الكهرباء من الساعة 00:20 حتى الساعة 8:00 عن كل البلاد ما عدا إقليم نخجوان (الذي له محطة طاقة خاصة به)، ومرتفعات قرة باغ وبعض المناطق التي تسيطر عليها قوات أرمينية. كان السبب هو درجات الحرارة العالية غير المتوقعة التي تعرضت لها محطة مينجاشيفير للطاقة (التي تُعد المصدر الرئيس للطاقة في البلاد).[168]
- 6 سبتمبر -اليابان - أدى زلزال Hokkaido Eastern Iburi إلى انقطاع الكهرباء عن قرابة 2.95 مليون منزل في هوكايدو بسبب تضرر محطة حرارية في أتسوما وفق ما أعلنته شركات الطاقة في اليابان في تقريرها عن الحادثة.[169]
- 21 سبتمبر - كندا - ضربت عاصفة رعدية وصلت سرعة الرياح فيها إلى 260 كم/ساعة منطقة Ottawa/Gatineau. مما أدى إلى دمار كبير للبنى التحتية لشبكات الطاقة، فقد تحطم أكثر من 80 برج وكذلك تضررت محطة محولات. ما أدى لفقد الكهرباء عن قرابة 172 ألف عميللفترات ترامحت بين ساعات وعدة أيام.[170]
- 10 أكتوبر - الولايات المتحدة - ضربإهصار مايكل ساحل الخليج الأمريكي وأدى لانقطاع الكهرباء عن آلاف العملاء في فلوريدا خاصةً مدينة بنما وبورت سانت جو واستمر ذلك لمدة 10 أيام.
- 15 أكتوبر - فتزويلا - أدى حريق في محطة La Arenosa في كارابوبو إلى انقطاع للكهرباء في 16 ولاية ما بين ساعة إلى ثلاث ساعات، وبلغت 18 ساعة في بعض المناطق. ذكر وزير الطاقة Luis Motta Domínguez أن ذلك يرجع إلى انفجار.[171]
- 15 نوفمبر - أندونيسيا - انقطع التيار الكهربائي عن مقاطعة سولاوسي وسولاوسي الغربية وأجزاء من سولاوسي الوسطى وتأثر بذلك قرابة 9 ملايين شخص..[172]
- 4 ديسمبر - كندا - تعطل خط نقل طاقة في جنوب Saskatchewan ما أدى لانقطاع الكهرباء عن من بين 175 ألف إلى 200 ألف عميل لشركة SaskPower لعدة ساعات. يرجع السبب لتجمع الصقيع على شبكة نقل الكهرباء.[173]
- 20 ديسمبر - كندا - أدت عاصفة لانقطاع الكهرباء عن 600 ألف عميل لشركة BC Hydro في منطقة Lower Mainland وجزيرة فانكوفر وGulf Islands. حيث حطمت العاصفة 300 برج من أبراج نقل الطاقة و170 محول. أمكن استعادة الطاقة بحلول 31 ديسمبر.[174][175] بلغت سرعة الرياح 100 كم/ساعة.[176]

#### 2019
- 20 يناير - أمريكا الوسطى - حدث عطل كبير بسبب توصيل ناقل في المكان الخطأ في أحد المحطات في بنما، ما أدى إلى انقطاع الكهرباء عن كل البلاد، وامتد إلى أجزاء من كوستاريكا وجواتيمالا والسلفادور.[177][178][179]
- 24 فبراير - الولايات المتحدة - تسبب عاصفة في منطقة البحيرات العظمى في انقطاع الكهرباء عن مئات الآلاف كان أشدها في أوهايو وبنسلفانيا. استغرقت جهود الإصلاح 5 أيام.
- 7 مارس - فنزويلا - وقع الانقطاع الأول ضمن سلسلة من الانقطاعات في فنزويلا. أمكن إصلاح الانقطاع الأول بحلول 14 مارس،[180][181] ولكن استمرت حالات انقطاع صغيرة في بعض المناطق لأيام بعد ذلك،[182] ثم حدث انقطاع ثاني لعدة أيام بدءً من 25 مارس.[183] يمكن القول أن البلاد ظلت بدون كهرباء لمدة 10 أيام إجمالًا خلال شهر مارس.[184] بدأ الانقطاع بسبب عطل في محطة "سيمون بوليفار"للطاقة الكهرومائية (سد Guri) في ولاية بوليفار، ما أدى لإظلام في كل البلاد.[185] بحلول 12 مارسبدأ استعادة الكهرباء في بعض مناطق من البلاد، ولكن كانت كاراكاس متصلة جزئيا بمصادر للطاقة بينما ظلت الأجزاء الغربية من فنزويلا بلا كهرباء.[27] ادعى المسؤولون الحكوميون أن الانقطاع كان بسبب "تخريب"، بينما قال الخبراء أنه بسبب البنية التحتية القديمة والصيانة غير المناسبة.[27][186] نُسب ما لا يقل عن 43 حالة وفاة إلى الموجة الأولية من انقطاع التيار الكهربائي.[187] كان آخر انقطاع للتيار الكهربائي أُبلغ عنه في 22 يوليو، ولكن أمكن حله في اليوم التالي.[28]
- 9 يونيو - الولايات المتحدة - تأثر نحو 350 ألف شخص في مقاطعة دالاس في تكساس بانقطاع الكهرباء بعدما أسقطع عواصف رعدية مئات الأشجار في المنطقة. وظل قرابة 200 ألف بدون كهرباء حتى مساء 10 يونيو[188] و16 ألف حتى بعد ظهر يوم 12 يونيو حين أمكن استعادة الكهرباء.[189] تأثر نحو 41% من إشارات المرور في مدينة دالاس، فقد كان 496 من إشارات المرور غير صالحة للعمل مؤقتًا وبينما 168 كانت تُظهر الإشارات الحمراء الوامضة.[190]
- 16 يونيو - الأرجنتين، الأوروغواي وباراغواي[191] تأثرت بانقطاع التيار الكهربائي. حيث عانت تلك البلدان بأكملها من انقطاع كبير في التيار الكهربائي، مما أدى إلى انقطاع الكهرباء عن ما يُقدر بـ 48 مليون شخص. وكان السبب خطأً تشغيليًا.[192][193][194]
- 19-20 يوليو - الولايات المتحدة - تسببت العواصف الرعدية الشديدة والأعاصير والفيضانات في أضرار وانقطاع التيار الكهربائي في جميع أنحاء ويسكونسن وتأثر بذلك أكثر من 277 ألف عميل.[195] أعلن الحاكم توني إيفرز حالة الطوارئ على مستوى الولاية، وبلغت التقديرات الأولية للأضرار وتكاليف التنظيف قيمة 5.3 مليون دولار أمريكي.[196] ظل بعض العملاء المتضررين بدون كهرباء لمدة أسبوع.[197]
- 19 يوليو - الولايات المتحدة - تسببت العواصف والرياح العاتية في ولاية ميشيغان في انقطاع الكهرباء عن ما يقرب من 600 ألف إلى 800 ألف عميل[198] وظل العديد من الناس بدون كهرباء لمدة ستة أيام،[199] ويُعد ذلك ثاني أعلى عدد من الانقطاعات المرتبطة بالعواصف في تاريخ شركة الطاقة DTE Energy Co. في ميشيغان.[200]
- 22 يوليو - الولايات المتحدة - انقطعت الكهرباء عن أكثر من 300 ألف شخص في نيوجيرسي بعد عاصفة ضربت المنطقة.[201]
- 4 أغسطس - إندونيسيا - تأثر أكثر من 100 مليون شخص[202] بانقطاع كبير للكهرباء شمل معظم أنحاء جاوة؛ وخاصةً بانتين، وجاكرتا، وجاوة الغربية، وأجزاء من جاوة الوسطى، ومنطقة يوجياكارتا الخاصة. بدأ الانقطاع في الساعة 11:50 صباحًا بالتوقيت المحلي، عندما بدأت سلطات مترو جاكرتا في اكتشاف انقطاع التيار الكهربائي.[203] مما أدى إلى توقف قطاراتها عن العمل، مما اضطر العالقين داخلها إلى إخلائها. كما عانى خطا النقل الخفيف في جاكرتا (LRT) وكيه آر إل كوموترلاين (KRL Commuterline) من انقطاع التيار الكهربائي، مما جعل ترانس جاكرتا وسيلة النقل الجماعي الوحيدة التي ظلت تعمل وقت الانقطاع. واجهت شركتا جو-جيك وجراب مشاكل كبيرة بسبب انقطاع خدمات الإنترنت. توقفت معظم إشارات المرور عن العمل، مما تسبب في ازدحام مروري. استمر الانقطاع الأولي حوالي 9 ساعات، حيث عادت الكهرباء إلى معظم المناطق المتضررة في الساعة 9:00 مساءً بالتوقيت المحلي.[204] واستمر انقطاع التيار الكهربائي لما يقرب من 20 ساعة. في البداية، صرّحت شركة الكهرباء الحكومية الإندونيسية (PLN) أن سبب الانقطاع يعود إلى أعطال في عدد من محطات الكهرباء في جاوة،[205] لكن قيل لاحقًا أن السبب كان بسبب خلل في خط الكهرباء عالي الجهد بين أونجاران وبيمالانج..[206]
- 9 أغسطس - المملكة المتحدة - انقطع التيار الكهربائي بشكل كبير في أجزاء من إنجلترا وويلز، مما أثر على أكثر من مليون مشترك وتسبب في اضطراب واسع النطاق في حركة السفر. كما أُبلغ عن انقطاعات في التيار الكهربائي في شمال أكسفوردشاير،[207][208] وكذلك في ميدلاندز، ويلز، لندن، الشمال، والجنوب الشرقي. أصدر مجلس مقاطعة أوكسفوردشاير بيانًا يفيد بأن إشارات المرور قد تعطلت في أجزاء من المقاطعة، وقال أحد الضحايا إن العطل تسبب في "ازدحام مروري" في بانبوري. تأثرت خدمات القطارات في جميع أنحاء جنوب شرق إنجلترا، مما تسبب في تأخير القطارات وإلغاء رحلاتها عند المغادرة من محطات لندن بعد أن أدى "ارتفاع مفاجئ" في الشبكة إلى قطع التحكم في العديد من إشارات السكك الحديدية. قيل أن السبب في انقطاع التيار الكهربائي يرجع إلى صاعقة برق ضربت المنطقة وعطل لاحق في الاستمرار في العمل لشركات مزودي الطاقة مثل Hornsea Wind Farm وNpower وUK Power Networks، وقد غُرِّمت تلك الشركات لاحقًا بمبلغ 10.5 مليون جنيه إسترليني.[209][210][211][212][213]
- 1 سبتمبر - الولايات المتحدة وكندا وجزر الباهاما - تسبب إعصار دوريان في إتلاف أنظمة النقل وانقطاعات طويلة الأمد للتيار الكهربائي على طول ساحل المحيط الأطلسي في أمريكا الشمالية.
- 17 سبتمبر - أميركا الوسطى - أدى فشل خط نقل الكهرباء إلى انقطاع الكهرباء عن نيكاراجوا وهندوراس.[214]
- 29 سبتمبر - إسبانيا - ضرب انقطاع التيار الكهربائي جزيرة تينيريفي بأكملها، مما أثر على ما يقرب من مليون شخص وأدى إلى توقف العشرات من خدمات الطوارئ، وكان معظمهم من الأشخاص المحاصرين في المصاعد.[215]
- 1 نوفمبر - الولايات المتحدة وكندا - تسببت عاصفة قوية في انقطاع الكهرباء عن ما يقرب من مليوني شخص. وفي بعض مناطق شرق أونتاريو ومعظم جنوب كيبيك، تأثر 964 ألف شخص.[216] كما تسببت نفس العاصفة في قطع الكهرباء عن أكثر من 800 ألف عميل في 14 ولاية أمريكية بين الخميس 31 أكتوبر والسبت 2 نوفمبر، واستمر انقطاع الكهرباء عن 420 ألف عميل لمدة ثلاثة أيام.[217] في الثاني من نوفمبر، أُعيد توصيل الكهرباء إلى 600 ألف منزل كندي، ولكن ظل أكثر من 200 ألف منزل بلا كهرباء. وظلت مناطق كثيرة غمرتها الفيضانات، مثل شيربروك، بدون كهرباء لفترة أطول.
- 3 نوفمبر - فرنسا - انقطعت الكهرباء عن قرابة 140 ألف شخص لأكثر من تسع ساعات في منطقة البرانس الأطلسية.[218]
- 18 نوفمبر - باربادوس —انقطعت الكهرباء عن قرابة 130 ألف شخص في الجزيرة لأكثر من 13 ساعة بدءًا من الساعة 7:29 صباحًا.[219] واستمر الانقطاع حتى اليوم التالي.[220]
- 25 نوفمبر - أستراليا - اجتاحت عاصفة رياح منطقة سيدني، مما أدى إلى انقطاع التيار الكهربائي عن 76 ألف منزل،[221] وظل 24 ألف شخص بدون كهرباء حتى يوم الأربعاء 27 نوفمبر.[222]

### عقد 2020

#### 2020
- 19 يناير - إندونيسيا - ضرب انقطاع التيار الكهربائي وسط وجنوب كاليمانتان ، مما أدى إلى حرمان ما يقدر بنحو 6.8 مليون شخص من إمدادات الكهرباء بسبب عاصفة رعدية. [223]
- 12-14 أبريل - الولايات المتحدة - انتشر إعصار عبر الولايات المتحدة من تكساس إلى مين ، مما تسبب في انقطاع التيار الكهربائي عن 4.3 مليون عميل، وأثر على ما يقدر بنحو 9.3 مليون شخص. [161] أنشأ النظام 140 إعصارًا مؤكدًا بما في ذلك ثلاثة أعاصير مصنفة بمستوى EF4. [224]
- 3-5 أغسطس - الولايات المتحدة - ضرب إعصار إيزاياس الولايات المتحدة من كارولينا الجنوبية إلى نيو إنجلاند ثم إلى كندا، مما تسبب في انقطاع التيار الكهربائي عن 6.4 مليون عميل، مما أثر على ما يقدر بنحو 13.8 مليون شخص. [161] كان هناك حوالي 1.65 مليون عميل متأثر في نيوجيرسي و1.19 مليون عميل في نيويورك. [161]
- 10 أغسطس - الولايات المتحدة - تحرك إعصار ديريشو عبر الولايات المتحدة عبر نبراسكا وأيوا وإلينوي وإنديانا، مما أدى إلى حرمان أكثر من مليون عميل من الوصول إلى الكهرباء؛ بما في ذلك 250 ألف عميل في منطقة شيكاغو.[بحاجة لمصدر][ بحاجة لمصدر ]
- 12 أكتوبر - الهند - عانت مدينة مومباي من واحدة من أسوأ حالات انقطاع التيار الكهربائي منذ عقود، حيث تسببت أعطال فنية في إغلاق شبكة نقل الطاقة، مما ترك ملايين الأشخاص بدون كهرباء لساعات. [225]
- 26-28 أكتوبر - الولايات المتحدة - تسببت عاصفة جليدية جلبت الثلوج من نيو مكسيكو إلى أوكلاهوما وشمال تكساس في انقطاع الكهرباء عن أكثر من 400 ألف شخص في أوكلاهوما لعدة أيام، مع استمرار انقطاع الكهرباء عن أكثر من 40 ألف شخص بعد 10 أيام. وصفت شركة أوكلاهوما للغاز والكهرباء هذه العاصفة بأنها "الأسوأ في تاريخ شركتنا". كانت العاصفة مدمرة بشكل خاص لأن الأوراق كانت لا تزال على الأشجار والنباتات الطويلة الأخرى، مما تسبب في كسر الأغصان الكبيرة وسقوطها على خطوط الكهرباء وشوارع المدينة بسبب الوزن الزائد. [226]

#### 2021
- 9 يناير - باكستان - ضرب انقطاع التيار الكهربائي البلاد بأكملها تقريبًا، مما أدى إلى حرمان حوالي 200 مليون شخص من إمدادات الكهرباء. كان سبب انقطاع التيار الكهربائي هو انخفاض التردد الناتج عن "عطل" في جودو في الساعة 11:41 مساء [227]
- 10 يناير - الولايات المتحدة - شهدت شرق تكساس انقطاعات في الكهرباء بسبب تساقط الثلوج، مما أثر على أكثر من 100 ألف عميل. [228]
- 19 يناير - الفلبين - شهدت منطقة غرب مينداناو بأكملها انقطاعًا تامًا للتيار الكهربائي بدءًا من الساعة 8:30 صباحًا بتوقيت المحيط الهادئ. [229] وفقًا لـ NGCP ، تم إلقاء اللوم في الحادث على النباتات المزروعة بشكل خبيث. [230]
- 14-15 و17-18 فبراير - الولايات المتحدة - تسببت عاصفة شتوية أولى وثانية وموجة برد مصحوبة بها في انقطاع الكهرباء عن أكثر من خمسة ملايين نسمة في جميع أنحاء الولايات المتحدة، حيث يوجد في تكساس وحدها أكثر من 4.3 مليون عميل بدون كهرباء. [231]
- 21 مايو - الأردن - أدى انقطاع التيار الكهربائي إلى انقطاع الكهرباء عن جميع سكان المملكة البالغ عددهم 10 ملايين نسمة لمدة ثلاث ساعات. [232]
- 25 مايو - أستراليا - انقطعت الكهرباء عن ما يقرب من 400 ألف عميل في كوينزلاند حوالي الساعة الثانية بعد الظهر بتوقيت شرق أستراليا بعد حريق في توربين في محطة طاقة في وسط كوينزلاند. تم استعادة الطاقة تدريجيا على مدى الساعات التالية حتى المساء. [233]
- 27 مايو - إندونيسيا - في الساعة 13:39 ظهرًا، حدثت انقطاعات للتيار الكهربائي في مقاطعات كاليمانتان الشرقية والوسطى والجنوبية. وكان سبب انقطاع التيار الكهربائي هو خلل في شبكة نقل الكهرباء 150 كيلو فولت تينجكاوانج-إمبالوت. وتسبب الاضطراب في انقطاع التيار الكهربائي عن 29 محطة فرعية. تأثر أكثر من نصف سكان كاليمانتان. [234]
- 10 يونيو - بورتوريكو - أدى حريق في محطة تحويل فرعية في موناسيلوس إلى انقطاع التيار الكهربائي عن 400 ألف عميل. [235]
- 11 أغسطس - الولايات المتحدة - تسببت العواصف الرعدية الشديدة في انقطاع التيار الكهربائي عن أكثر من 830 ألف شخص في ميشيغان. [236]
- الصين - أدت الانقطاعات المتكررة للكهرباء في النصف الثاني من العام إلى انخفاض إنتاج المصانع، مما أثر على ملايين المصانع والمنازل [237] في أكثر من نصف البلاد [238] وأثر على 44% من النشاط الصناعي. [239] تم قطع التيار الكهربائي عن المصانع لمدة تتراوح بين 3 إلى 7 أيام في المرة الواحدة. [240] ارتفعت مبيعات الشموع بشكل كبير. [241]
- 29 أكتوبر - أستراليا - ضربت عاصفة رياح شديدة مدينة ملبورن، مما أدى إلى انقطاع التيار الكهربائي عن أكثر من 520 ألف عميل. صرحت وزيرة الطاقة في ولاية فيكتوريا ليلي دامبروسيو أن هذا هو أكبر عدد من العملاء بدون كهرباء في تاريخ الولاية. [242]

#### 2022
- 25 يناير - كازاخستان وقيرغيزستان وأوزبكستان - تعرضت العاصمة القرغيزية بيشكيك والعاصمة الأوزبكية طشقند والمركز الاقتصادي الكازاخستاني ألماتي لانقطاع شديد للتيار الكهربائي بسبب الشبكة المجهدة بسبب الجفاف الصيفي والطفرة الأخيرة في تعدين العملات المشفرة. [243]
- 21 مايو - كندا - عاصفة ديريشو ، مع رياح تبلغ ذروتها حوالي 190 كيلومتر في الساعة (120 ميل/س) ، اجتاح أجزاء من أونتاريو وكيبيك. [244] وفي ذروتها، تسببت في انقطاع الكهرباء عن نحو 1.1 مليون عميل، وظل الآلاف بدون كهرباء بعد أسبوع. بلغت تكلفة إصلاح الأضرار حوالي C$70٬000٬000. [245]
- 13-14 يونيو - الولايات المتحدة - ضرب إعصار ديريشو [246] من البحيرات العظمى أجزاء من إنديانا، وفرجينيا الغربية، وأوهايو مع هبات رياح تصل سرعتها إلى 95 ميلاً في الساعة؛ مما أدى إلى انقطاع الكهرباء عن أكثر من 600 ألف أسرة في هذه الولايات الثلاث. وتفاقم الوضع بسبب موجة الحر التي تلت ذلك، مما تسبب في ارتفاع الطلب على البنية التحتية للكهرباء مما أدى إلى انقطاعات إضافية للتيار الكهربائي. لم يتمكن بعض المتضررين من هذه العاصفة من استعادة الكهرباء لمدة أسبوع تقريبًا.
- 4 أكتوبر - بنغلاديش - 140 مليون شخص فقدوا الكهرباء. [247] بدأت بعد الساعة الثانية بقليل [248] زعم المتحدث باسم الحكومة شاميم أحسن أن الحادث وقع بسبب عطل فني. [6] لم تتمكن البلاد من استيراد ما يكفي من الوقود لتشغيل جميع محطات الطاقة لديها، لذا تم إغلاق بعضها. [6]
- 22 أكتوبر حتى الآن [بحاجة لتحديث] —أوكرانيا ومولدوفا — أدت الهجمات الجوية والصاروخية التي شنتها القوات الروسية كجزء من غزوها لأوكرانيا إلى تدمير جزء كبير من البنية التحتية للبلاد وترك الملايين بدون كهرباء. وتأثرت مولدوفا أيضًا بانقطاعات الكهرباء، وهي دولة مترابطة بشكل كبير مع الشبكة الأوكرانية.
- 4 نوفمبر - الولايات المتحدة - 190 ألف عميل (أكثر من نصف 365 ألف أسرة في مقاطعة سنوهوميش ، واشنطن)، كانوا بدون كهرباء لعدة أيام بعد أن اجتاحت عاصفة رياح المنطقة بسرعات رياح تصل إلى 80 ميلاً في الساعة. ميل في الساعة. [249]
- 3 ديسمبر - الولايات المتحدة - 40 ألف عميل في مقاطعة مور، ولاية كارولينا الشمالية ، أصبحوا بدون كهرباء بعد إطلاق نار في محطتين فرعيتين. [250]

#### 2023
- 23 يناير - باكستان - تأثر 220 مليون شخص[251] [252] [253] لنقطاع الكهرباء من الساعة 7.34 صباحًا بالتوقيت المحلي بسبب التقلبات المزمنة في تردد الطاقة في جنوب البلاد، [253] حتى الساعة 05:15 [252] في اليوم التالي. [252]
- 1 مارس — الأرجنتين — شهدت أجزاء من بوينس آيرس ومقاطعات بوينس آيرس ، وسانتا في ، ونيوكين ، وقرطبة ، وميندوزا انقطاعًا للتيار الكهربائي. تأثر ملايين الأشخاص لمدة ساعتين على الأقل خلال موجة الحر حيث تعطلت إشارات المرور ودخلت محطات مترو بوينس آيرس في ظلام دامس. يُعتقد أن الانقطاع حدث بسبب حريق في حقل بالقرب من خطوط الجهد العالي المتصلة بمحطة أتوتشا للطاقة النووية. [254] [255]
- 14 مارس - الولايات المتحدة - انقطعت الكهرباء عن ما يقرب من 300 ألف شخص [256] في منطقة خليج سان فرانسيسكو ، كاليفورنيا بعد عواصف الرياح القوية. [257]
- 5 أبريل - كندا - ترك أكثر من 1.1 مليون عميل بدون كهرباء بسبب عاصفة جليدية كبيرة غطت مونتريال بالجليد وتركت مئات الآلاف بدون كهرباء حتى نهاية الأسبوع.
- 9 أبريل - جنوب أفريقيا - انقطع التيار الكهربائي عن أكثر من 2.5 مليون شخص في العاصمة بريتوريا بعد تعرض خطوط الجهد العالي للتخريب. تسببت خطوط الكهرباء كيلو فولت في انهيار سبعة أبراج على الطريق السريع N4. [258] [259] [260] [261]
- 8 مايو - بوتسوانا - غرقت البلاد بأكملها في الظلام بعد منتصف الليل بعد "اضطراب في الشبكة" في محطتي الطاقة موروبولي أ وب ، وكذلك خط نقل الطاقة الذي يربط البلاد بجنوب أفريقيا. تم تنفيذ عملية انقطاع التيار الكهربائي في جميع أنحاء البلاد أثناء إجراء الإصلاحات. [262]
- 14 سبتمبر - نيجيريا - أدى "انهيار النظام بالكامل" إلى انقطاعات واسعة النطاق للتيار الكهربائي أثرت على البلاد بأكملها. [263]
- 20 سبتمبر - تونس - تسبب "عطل مفاجئ" في محطة رادس للطاقة في الضاحية الجنوبية لتونس في انقطاع التيار الكهربائي على مستوى البلاد لمدة تصل إلى أربع ساعات. [264]
- 9 ديسمبر - 2023 انقطاعات الكهرباء في سريلانكا [265]
- 24 ديسمبر - انقطاع التيار الكهربائي على مستوى البلاد في بنما بسبب عطل في مجموعة مكثفات في محطة فرعية كبيرة لمدة 5 ساعات. [266]

#### 2024
- 2 يناير - الفلبين - شهدت منطقة فيساياس الغربية بأكملها انقطاعًا هائلاً للتيار الكهربائي بدءًا من الساعة 2:19 مساءً بتوقيت المحيط الهادئ. تم التحقيق في سبب الانقطاع من قبل NGCP. [267] [268] [269]
- 4-5 يونيو - إندونيسيا - شهدت معظم سومطرة 2024 Sumatra blackout [خطأ: تحقق من وسيط ورمز اللغة] بسبب اضطراب في محطة نقل فرعية تقع على خط جهد عالي في جنوب سومطرة. [270] [271] [272] تأثر حوالي 600 ألف عميل في غرب سومطرة وحدها بانقطاع التيار الكهربائي. [273]
- 19 يونيو - الإكوادور - حدث انقطاع للتيار الكهربائي على مستوى البلاد في أعقاب فشل أحد خطوط النقل. [274]
- 20 يونيو - نيوزيلندا - تسبب سقوط برج نقل في انقطاع التيار الكهربائي الذي أثر على معظم منطقة نورثلاند. [275]
- 21 يونيو - البلقان - أدى انقطاع التيار الكهربائي على نطاق واسع إلى انقطاع الكهرباء عن كل أنحاء الجبل الأسود تقريبًا، بالإضافة إلى المناطق الساحلية في كرواتيا وأجزاء من ألبانيا والبوسنة والهرسك، حيث قالت البوسنة إن الانقطاع كان بسبب مشاكل في خط التوزيع، بينما عزت ألبانيا الانقطاع إلى ارتفاع درجات الحرارة. [276]
- 8-10 يوليو - الولايات المتحدة - انقطعت الكهرباء عن ما يقرب من 3 ملايين شخص في تكساس بعد أن ضرب إعصار بيريل الولاية. [277] ظل أكثر من 1.6 مليون شخص بدون كهرباء لمدة يومين بعد أن ضرب الإعصار الولاية. [278]
- 17 أغسطس حتى الآن - انقطاع التيار الكهربائي في لبنان 2024
- 30 أغسطس - فنزويلا - تم الإبلاغ عن انقطاع كبير للتيار الكهربائي في جميع أنحاء البلاد ، والذي ألقت حكومة الرئيس نيكولاس مادورو باللوم فيه على التخريب الذي قامت به المعارضة السياسية. [279]
- 27 سبتمبر - 11 أكتوبر - الولايات المتحدة - تسبب إعصار هيلين في انقطاع التيار الكهربائي في منطقة نهر سافانا الوسطى ومنطقة تمتد من فلوريدا إلى نيو إنجلاند.
- 9 أكتوبر حتى الآن - الولايات المتحدة - تسبب إعصار ميلتون في انقطاع التيار الكهربائي في ولاية فلوريدا .
- 18 أكتوبر حتى الآن - كوبا - انقطاع التيار الكهربائي على مستوى البلاد في أعقاب الإغلاق غير المتوقع لمحطة الطاقة الحرارية الكهربائية أنطونيو غوتيراس. [280]
- 19-26 نوفمبر - الولايات المتحدة - انقطعت الكهرباء عن أكثر من 600 ألف شخص [281] عندما ضرب إعصار قنبلة ولاية واشنطن. [282]
- 31 ديسمبر - بورتوريكو - أدى انقطاع التيار الكهربائي الشامل إلى انقطاع الكهرباء عن معظم المنطقة. [283]

#### 2025
- 8 يناير حتى الآن - الولايات المتحدة - تسببت حرائق الغابات في انقطاع الكهرباء عن جزء كبير من لوس أنجلوس بسبب انقطاع التيار الكهربائي في حالات الطوارئ. [284]
- 9 فبراير - سريلانكا - تسببت مشكلة في محطة كهرباء فرعية بالقرب من كولومبو في انقطاع التيار الكهربائي على مستوى البلاد. ألقى المسؤولون باللوم في الحادث على دخول قرد إلى محول الشبكة. [285]
- 25 فبراير - تشيلي - تسبب فشل خط نقل الكهرباء في انقطاع التيار الكهربائي على مستوى البلاد والذي أثر على 14 من أصل 16 منطقة في البلاد وترك 98٪ من سكان البلاد بدون كهرباء. [286]
- بدءًا من 7 مارس، تسبب الإعصار ألفريد في انقطاعات كبيرة للتيار الكهربائي، وفي وقت ما أدى إلى انقطاع التيار الكهربائي عن أكثر من 315 ألف منزل في جنوب شرق كوينزلاند وشمال نيو ساوث ويلز، أستراليا. [287]
- 15 مارس - بنما - انفجر محول في محطة للطاقة، مما تسبب في تنشيط نظام الحماية في شبكة الطاقة مما تسبب في انقطاع التيار الكهربائي على مستوى البلاد. [288]
- 21 مارس - المملكة المتحدة - اشتعلت النيران في محول في محطة كهرباء فرعية مما تسبب في إلغاء مطار هيثرو للرحلات الجوية لهذا اليوم وتأثر حوالي 200 ألف مسافر. [289]
- 16 أبريل - بورتوريكو - تعرضت المنطقة بأكملها لانقطاع التيار الكهربائي. [290]
- 28 أبريل - أوروبا - تعرضت البرتغال وإسبانيا وأندورا وأجزاء من فرنسا لانقطاعات في التيار الكهربائي. [291] [292] [293]
- 29 أبريل - حتى الآن - الولايات المتحدة - تسببت العواصف الشديدة مع "هبات رياح تصل سرعتها إلى 70 ميلاً في الساعة" في سقوط الأشجار وخطوط المرافق في بيتسبرغ ومعظم غرب بنسلفانيا ، مما أدى إلى انقطاع التيار الكهربائي عن أكثر من 400 ألف شخص حتى 30 أبريل. [294]